# جيمس باتن
جيمس باتن (بالإنجليزية: James Batten)‏ هو صحفي أمريكي، ولد في 11 يناير 1936، وتوفي في 24 يونيو 1995 في ميامي في الولايات المتحدة.